# Кобилярня (Великопольське воєводство)
Кобилярня (пол. Kobylarnia) — село в Польщі, у гміні Серакув Мендзиходського повіту Великопольського воєводства.
У 1975-1998 роках село належало до Познанського воєводства.